# Pervenche (film, 1921)
Pour les articles homonymes, voir Pervenche (homonymie).
Pervenche est un film muet français réalisé par Alfred Machin et Henry Wulschleger, sorti en 1921.

## Fiche technique
- Réalisation : Alfred Machin, Henry Wulschleger
- Scénario : Alfred Machin, Henry Wulschleger
- Date de sortie :
  - France : 16 décembre 1921

## Distribution
- Suzy Love : Pervenche
- Louis Monfils : Charles Harlett
- Henri-Amédée Charpentier : Gontran
- Boisyvon
- Géo Leclercq
- Luitz-Morat
- Maud Richard
- Maud Ruby